# My Fatal Kiss
My Fatal Kiss es el tercer álbum de estudio de la banda coreano-alemana Krypteria. Lanzado el 28 de agosto de 2009. En él se aprecia como la banda ha dejado atrás sus distintivos coros en latín y han adoptado una postura más alternativa. El primer sencillo del álbum, titulado Ignition fue lanzado en junio del 2009. 
En septiembre del presente, fue presentado el primer video musical del álbum, la pista número 4, titulada For You I'll Bring the Devil Down; en él, aparece Ji-In, la vocalista, conduciendo un convertible, cuando se le presenta una persona idéntica a ella, pero al ver sus ojos rojos, está claro que esta falsa Ji-In es el diablo.
En la portada del álbum podemos apreciar a la vocalista de la banda, Ji-In Cho a punto de besar a otra chica, que en realidad es ella misma, en un aspecto de carácter lésbico, lo cual describe en una sola imagen la segunda canción del álbum, la cual le sede el nombre al álbum completo: My Fatal Kiss

## Canciones
|     | Canción                                      | Duración |
| --- | -------------------------------------------- | -------- |
| 1.  | "Ignition"                                   | 04:45    |
| 2.  | "My Fatal Kiss"                              | 03:08    |
| 3.  | "Why (Did You Stop the World from Turning?)" | 06:03    |
| 4.  | "For You I'll Bring the Devil Down"          | 03:31    |
| 5.  | "Deny"                                       | 04:55    |
| 6.  | "The Freak In Me"                            | 05:38    |
| 7.  | "Never Say Die"                              | 04:33    |
| 8.  | "Dying To Love"                              | 03:13    |
| 9.  | "Shoot Me"                                   | 03:40    |
| 10. | "God, I Need Someone"                        | 03:42    |
| 11. | "Now (Start Spreading the World)"            | 04:34    |
| 12. | "Headfirst Into a Sea of Flames" *           | 03:58    |
| 13. | "Too Late, Game Over and Goodbye" *          | 04:11    |

- Estas canciones (12 y 13) no vienen en el álbum, solo están disponibles en línea.

- Datos: Q1938071